# Романець Нестор
Романець Нестор (Псевдо: «Чорний»; 1910, с. Наконечне Перше, Яворівський район, Львівська область — 14 січня 1950, с. Наконечне Друге, Яворівський район, Львівська область) — Лицар Бронзового хреста заслуги УПА.

## Життєпис
Симпатик УВО з 1928 р. Член ОУН із 1929 р. Неодноразово арештовувався польською поліцією за приналежність до ОУН. У 1939—1941 рр. перебував на еміграції. 
В роки німецької окупації виконував функції військового референта Яворівського районного проводу ОУН, займався творенням відділів УПА та СКВ у регіоні. Закінчив підстаршинську школу УПА «Лісові чорти» (05.-09.1944). 
Військовий референт Краковецького районного проводу ОУН (1945), керівник кущового проводу ОУН у тодішньому Мединицькому р-ні (1946), організаційний референт Яворівського районного проводу ОУН (1947), керівник техзвена Яворівського надрайонного проводу ОУН (1947-01.1950). 
Загинув під час бою з військово-чекістською групою МДБ при спробі прориву з оточеного господарства Юрія Патрія. Тіло забране облавниками до Яворова, де таємно поховане.

## Нагороди
- Згідно з Наказом Головного військового штабу УПА 3/49 від 15.10.1949 р. керівник техзвена Яворівського надрайонного проводу ОУН Нестор Романець — «Чорний» за зразкову працю в техзвені нагороджений Бронзовим хрестом заслуги УПА.